# Dorykleus
Dorykleus (altgriechisch Δορυκλεύς Dorykleús) ist eine Person der griechischen Mythologie.
Er ist der Sohn des Hippokoon aus Amyklai. Gemeinsam mit seinem Vater und seinen Brüdern Skaios, Enarophoros, Bukolos, Euteiches, Lykaithos, Tebros, Hippothoos, Eurytos, Hippokorystes, Alkinoos und Alkon vertreibt er die Herrscher von Sparta, Ikarios und Tyndareos, aus der Stadt. Hippokoon und alle seine Söhne werden von Herakles getötet, woraufhin Tyndareos die Herrschaft wieder an sich nimmt.
Pausanias nennt als Söhne des Hippokoon Dorkeus und Sebros, die vermutlich mit Dorykleus und Tebros zu identifizieren sind. Beide hatten ein Heroon in Sparta.